# Aconitum czarnohorense
Aconitum czarnohorense là một loài thực vật có hoa trong họ Mao lương. Loài này được (Zapal.) Mitka mô tả khoa học đầu tiên năm 2003.